# Хасехемуї
Хасехемуї (пом. 2686 або 2648 до н. е.) — єгипетський фараон з II династії.

## Життєпис
Зазвичай вважають, що Хасехемуї зійшов на престол після смерті Сехеміба (який, імовірно, був одним і тем же правителем, що й Сет-Перібсен). Однак царські списки містять ще одного фараона — Хасехема, який правив між Сехемібом-Перібсеном і Хасехемуї. Однак, схожість імен Хасехема й Хасехемуї, а також той факт, що гробниці Хасехема не було знайдено, свідчать про те, що Хасехем і Хасехемуї могли бути однією й тією ж особою. Хасехем (букв. «Осяяний жезлом») міг змінити своє ім'я на Хасехемуї (букв. «Осяяний двома жезлами») після завершення громадянської війни всередині Єгипту. Інші вважають, що Хасехемуї переміг і повалив фараона Перібсена, повертаючись із переможного походу до Нубії.
Хасехемуї відзначився у кількох походах та залишив низку монументів, що свідчать про перемогу над повсталою Північчю — Нижнім Єгиптом. Хасехемуї жорстоко придушив повстання у Дельті: виходячи з написів на підніжжях його двох статуй, які він присвятив збудованому ним храму, було вбито 48205 осіб, а ще 47209 — взято у полон. На двох кам'яних посудинах він представив богиню Верхнього Єгипту Нехбет, яка вручає йому, прикрашеному верхньоєгипетською короною, знак об'єднання обох земель. Там же розміщено напис: «у рік поразки Нижнього Єгипту».
Хасехемуї знову об'єднав Верхній і Нижній Єгипет, й того разу Єгипет вперше був насправді консолідований у єдину державу. Серех фараона Хасехемуї увінчаний символами покровителів обох земель, і Гора, і Сета, й він почав називати себе: «тим, у кому умиротворились обидва бога». Ані до, ані після цього фараона таке сполучення ніколи не вживалось. Сет був викреслений з царського сереха одразу ж після смерті фараона. Деякі єгиптологи пропонують вважати саме Хасехемуї, а не Менеса, Нармера чи царя Скорпіона, справжнім об'єднувачем Стародавнього Єгипту.
За Хасехемуї спостерігався певний розвиток металургії — Палермський камінь містить повідомлення про виготовлення мідної статуї «Високий Хасехемуї». Він звів дві фортеці — у Нехені й Абідосі (Шунет-ез-Зебіб). Посудина з іменем Хасехемуї була виявлена у Біблі (єгип. Кебен), що вказує на існування в той час торгових зв'язків між Єгиптом і Фінікією. Від збудованого Хасехемуї храму в Єраконполі збереглась лише гранітна дверна коробка.
Хасехемуї був похований в Абідосі, у місцевому некрополі Умм ель-Кааб. Під час спорудження своєї гробниці Хасехемуї використовував не лише цеглу, висушену на сонці, але й кам'яні блоки. Його гробниця мала 58 окремих кімнат, розташованих навколо центрального погребального покою з каменю. Гробниця є найдавнішою з нині відомих кам'яних будівель оек. Імовірно, Хасехемуї був останнім фараоном з II династії, оскільки є дані, що його дружина, велика цариця Німаатхеп, була матір'ю основоположника III династії Джосера.
Хасехемуї, судячи з усього, ідентичний названому в Абідоському списку фараону Джаджаї. Манефон називав його Генерісом та відводив йому 30 років царювання.